# 迪特韦勒
迪特韦勒是德国莱茵兰-普法尔茨州的一个市镇。总面积5.63平方公里，总人口863人，其中男性434人，女性429人（2011年12月31日），人口密度153人/平方公里。